# Tuyến Jungbu Naeryuk
Tuyến Jungbu Naeryuk (중부내륙선, nghĩa là Tuyến trung tâm nội địa) là tuyến đường sắt đang được xây dựng tại Gyeonggi-do, Hàn Quốc. Nó chạy từ thành phố Seongnam đến thành phố Yeoju, một phần tuyến đường trùng với Tuyến Suryeo. Nó hiện đang được điện khí hóa và đường sắt đôi để đưa vào mạng lưới Tàu điện ngầm Seoul, kế hoạch mở cửa vào 2015.

## Ga
| Tên ga          | Tên ga     | Tên ga     | Chuyển tuyến            | Khoảng cách | Tổng khoảng cách | Vị trí            | Vị trí       |
| Tiếng Anh       | Hangul     | Hanja      | Chuyển tuyến            | Khoảng cách | Tổng khoảng cách | Vị trí            | Vị trí       |
| --------------- | ---------- | ---------- | ----------------------- | ----------- | ---------------- | ----------------- | ------------ |
| Pangyo          | 판교       | 板橋       | (D11) (K409)            | 0.0         | 0.0              | Gyeonggi-do       | Seongnam-si  |
| Bubal           | 부발       | 夫鉢       | (K418) Tuyến Gyeonggang | 42.3        |                  | Gyeonggi-do       | Icheon-si    |
| Ami             | 아미       | 牙美       |                         | 2.5         | 2.5              | Gyeonggi-do       | Icheon-si    |
| Ganam           | 가남       | 加南       |                         | 6.5         | 9.0              | Gyeonggi-do       | Yeoju-si     |
| GamgokJanghowon | 감곡장호원 | 甘谷長湖院 |                         | 12.2        | 21.2             | Chungcheongbuk-do | Eumseong-gun |
| Angseongoncheon | 앙성온천   | 仰城溫泉   |                         | 14.6        | 35.8             | Chungcheongbuk-do | Chungju-si   |
| Geumga          | 금가       | 金加       |                         | 11.8        | 47.6             | Chungcheongbuk-do | Chungju-si   |
| Chungju         | 충주       | 忠州       |                         | 8.7         | 56.3             | Chungcheongbuk-do | Chungju-si   |
| (Điểm kết thúc) |            |            |                         | 0.6         | 56.9             | Chungcheongbuk-do | Chungju-si   |